# Au sud des nuages (ouvrage)
Pour le film, voir Au sud des nuages
Au sud des nuages (sous-titre : Mythes et contes recueillis oralement chez les montagnards lissou (tibéto-birmans)) est un livre de William Dessaint et Avoùnado Ngwâma paru en 1994 dans la collection « L'aube des peuples » chez Gallimard.
Il a reçu le prix Alexandra-David-Néel/Lama-Yongden et le prix Auguste Pavie de l’Académie des sciences d'outre-mer.
Dans un compte-rendu consacré à l'ouvrage, l'anthropologue Bernard Formoso écrit : « Consacré à cette population d'essarteurs, le présent ouvrage était très attendu des chercheurs s'intéressant aux Tibéto-birmans. D'abord parce qu'avant les travaux de William Dessaint, dont Au sud des nuages est l'expression la plus achevée, l'ethnographie des Lissou se résumait pour l'essentiel aux écrits anecdotiques d'explorateurs occidentaux et aux études folklorisantes de certains auteurs chinois. Ensuite parce que W. Dessaint a vécu une expérience inégalée au sein de cette société. Il fréquente en effet les Lissou depuis 1962, aussi bien en Chine qu'au Myanma et en Thaïlande. En outre, il n'a pas hésité à braver les pires difficultés pour les rencontrer dans des zones peu accessibles comme la vallée de la Salouen. Enfin, il a épousé la fille d'un conteur lissou, Avoùnado Ngwâma, qui l'a secondé dans l'énorme travail de traduction des mythes et autres récits légendaires qui sont à la base du livre. »